# Mohrenstrasse (Berlins tunnelbana)

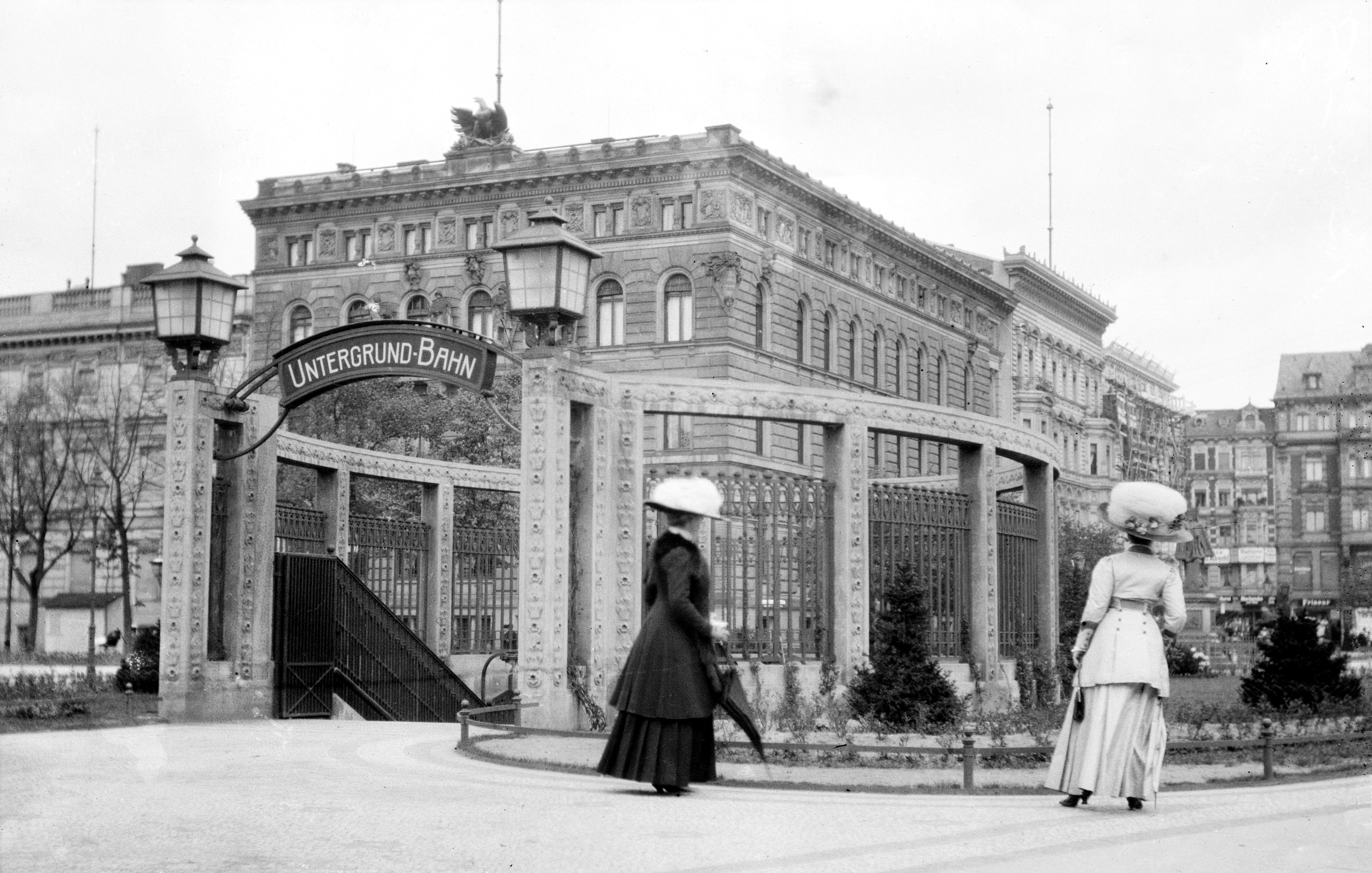
Stationen Kaiserhof 1910.

U-Bahnhof Mohrenstrasse är en station i Berlins tunnelbana som trafikeras av linje U2.
Stationen Mohrenstrasse öppnade för trafik 1908 under namnet Kaiserhof efter ett närbeläget lyxhotell med samma namn. Stationen låg då mellan Wilhelmplatz och Zietenplatz. Namnet Wilhelmplatz var det tilltänkta stationsnamnet men var redan upptaget av en station i Charlottenburg. Bakom formgivningen av stationen låg Alfred Grenander. Stationen byggdes om inför OS 1936 men förstördes till stora delar under andra världskriget. Efter kriget kom stationen att ligga i Östberlin varpå den 1950 fick det nya namnet Thälmannplatz efter Ernst Thälmann och 1986 Otto-Grotewohl-Strasse efter Otto Grotewohl. 1991 fick stationen sitt nuvarande namn efter gatan Mohrenstrasse. Under DDR-tiden var Mohrenstrasse ändstation på det som idag är linje U2 på grund av linjens uppdelning i en linje i Östberlin och en i Västberlin. Först 1993 upphörde Mohrenstrasse vara ändstation då tunnelbanetåg åter kunde trafikera vidare till Potsdamer Platz.
Den karaktäristiska röda marmorn ansågs länge ha kommit från resterna av Rikskansliet som byggts under naziregimen, som i sin tur ska ha importerat den från Sverige. Idag har man kunnat konstatera att marmorn levererades 1950 från Thüringen och är Saalburger Marmor i kungsröd färg.

## Galleri

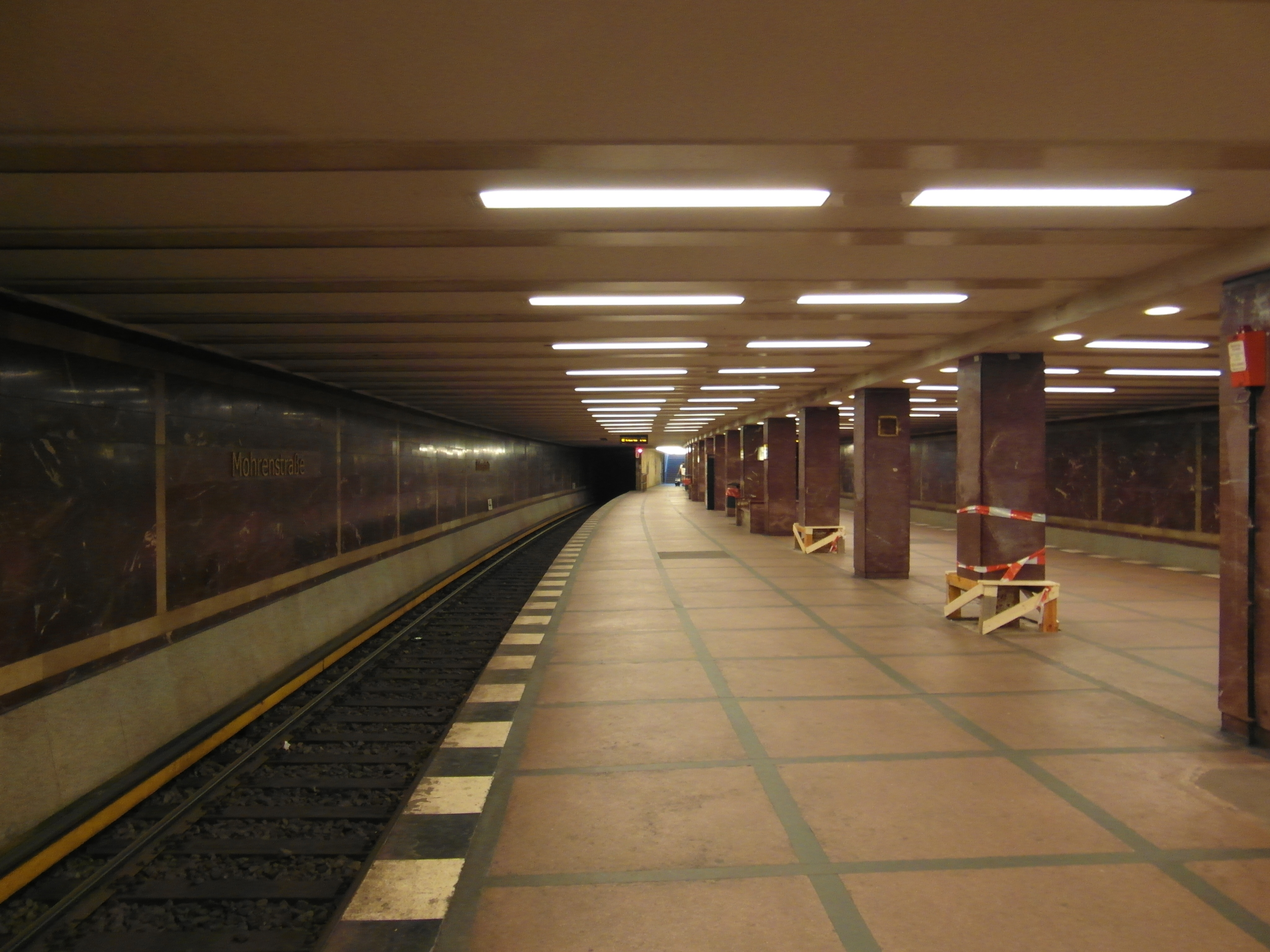
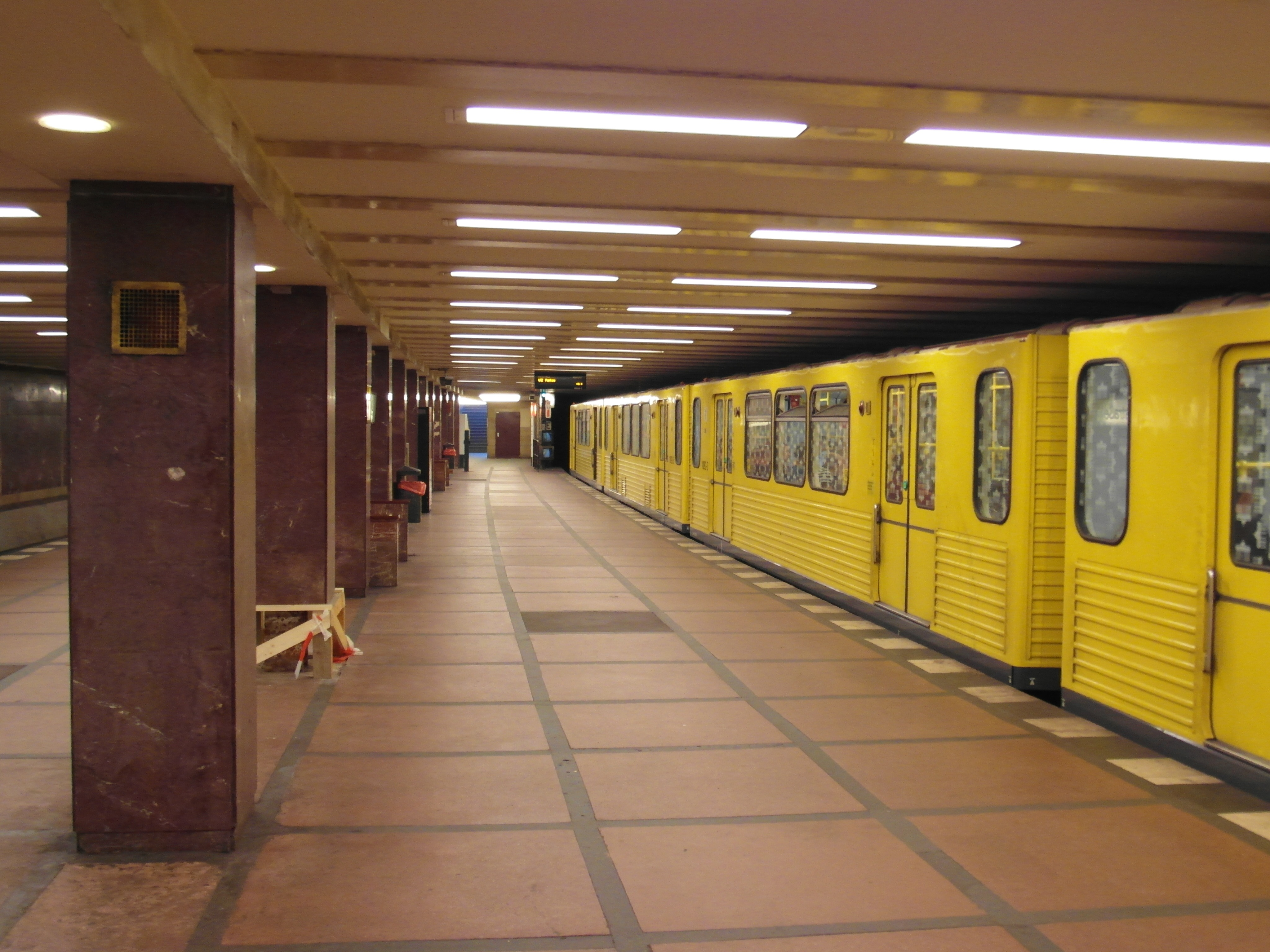
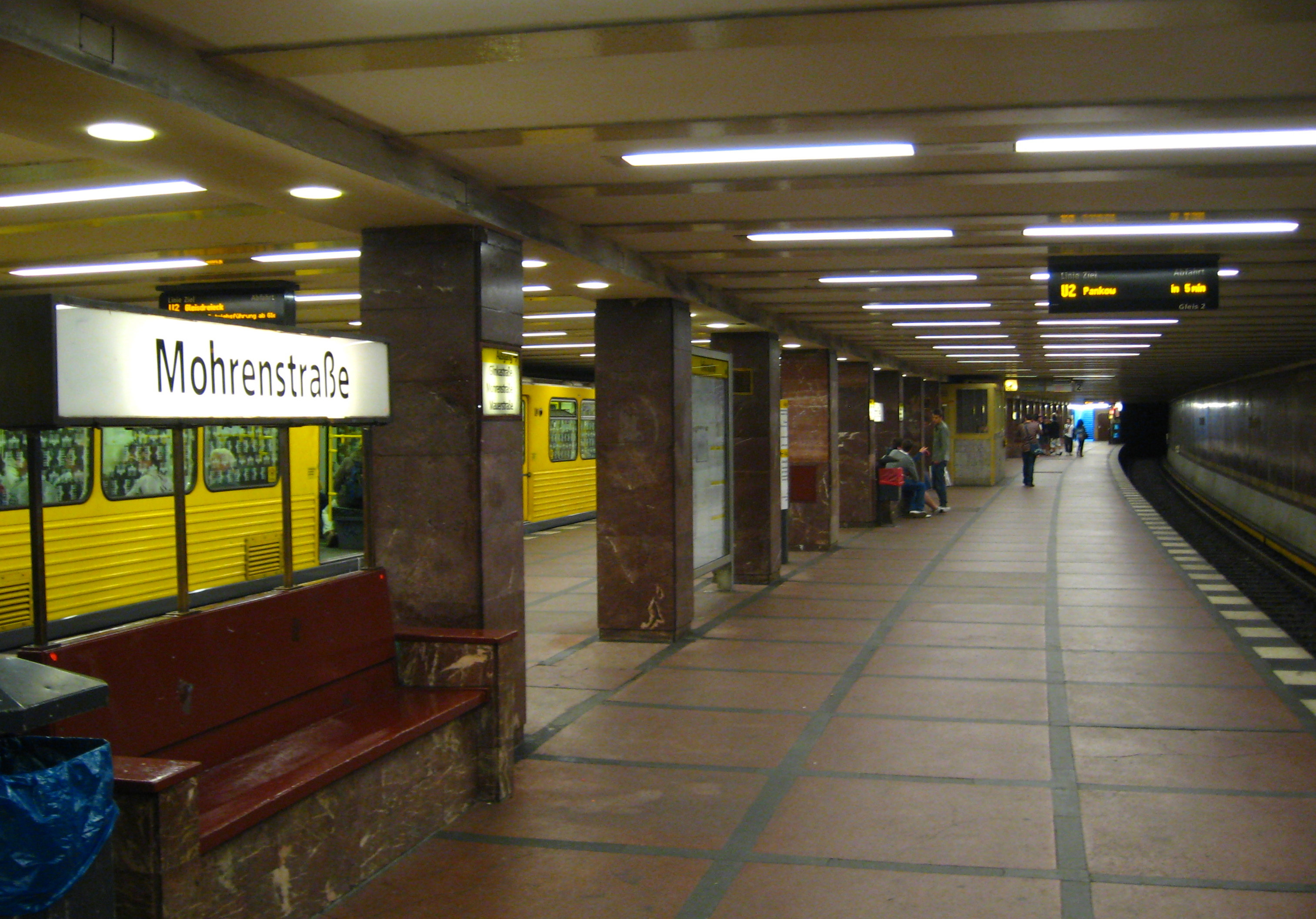
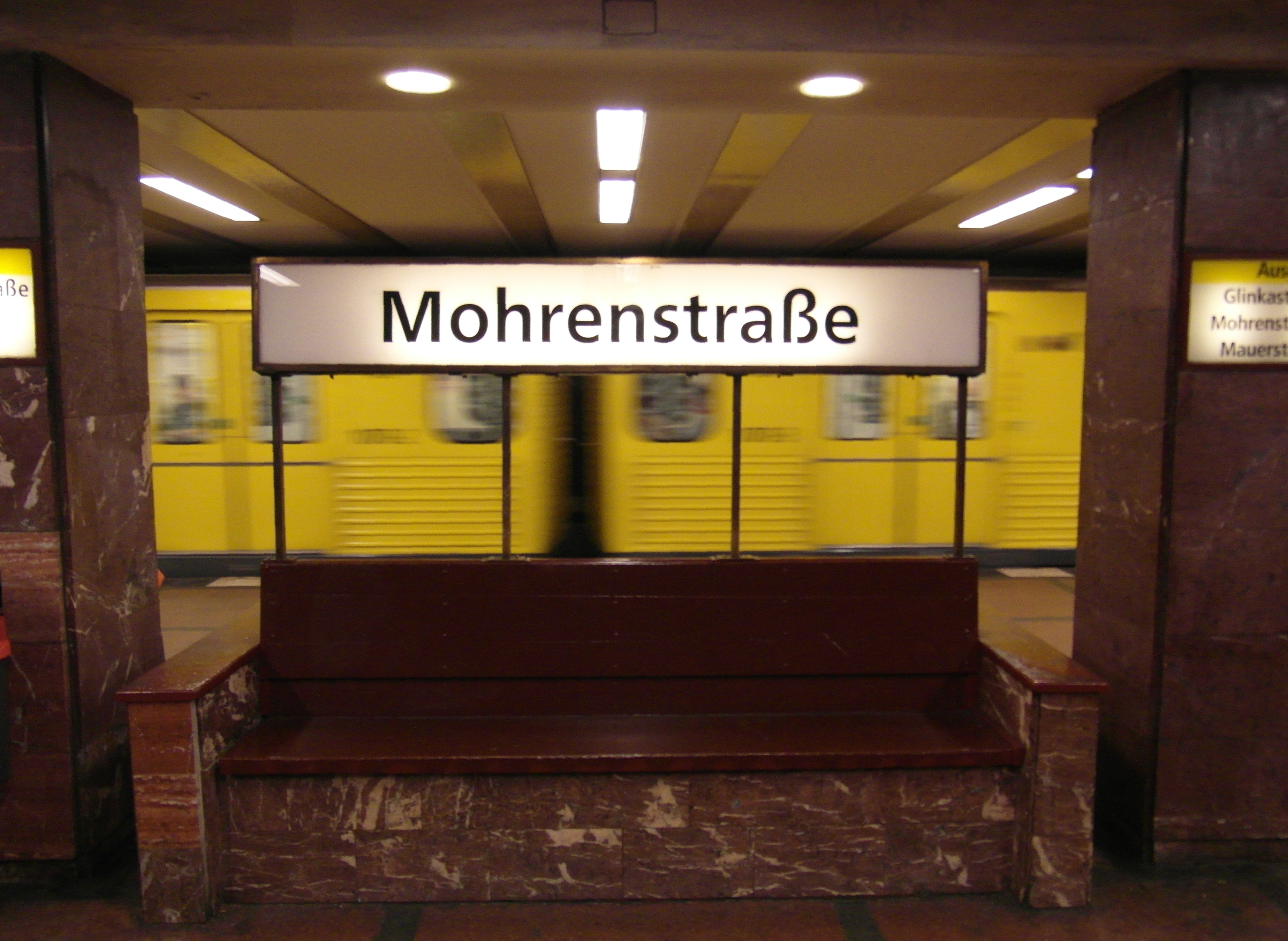
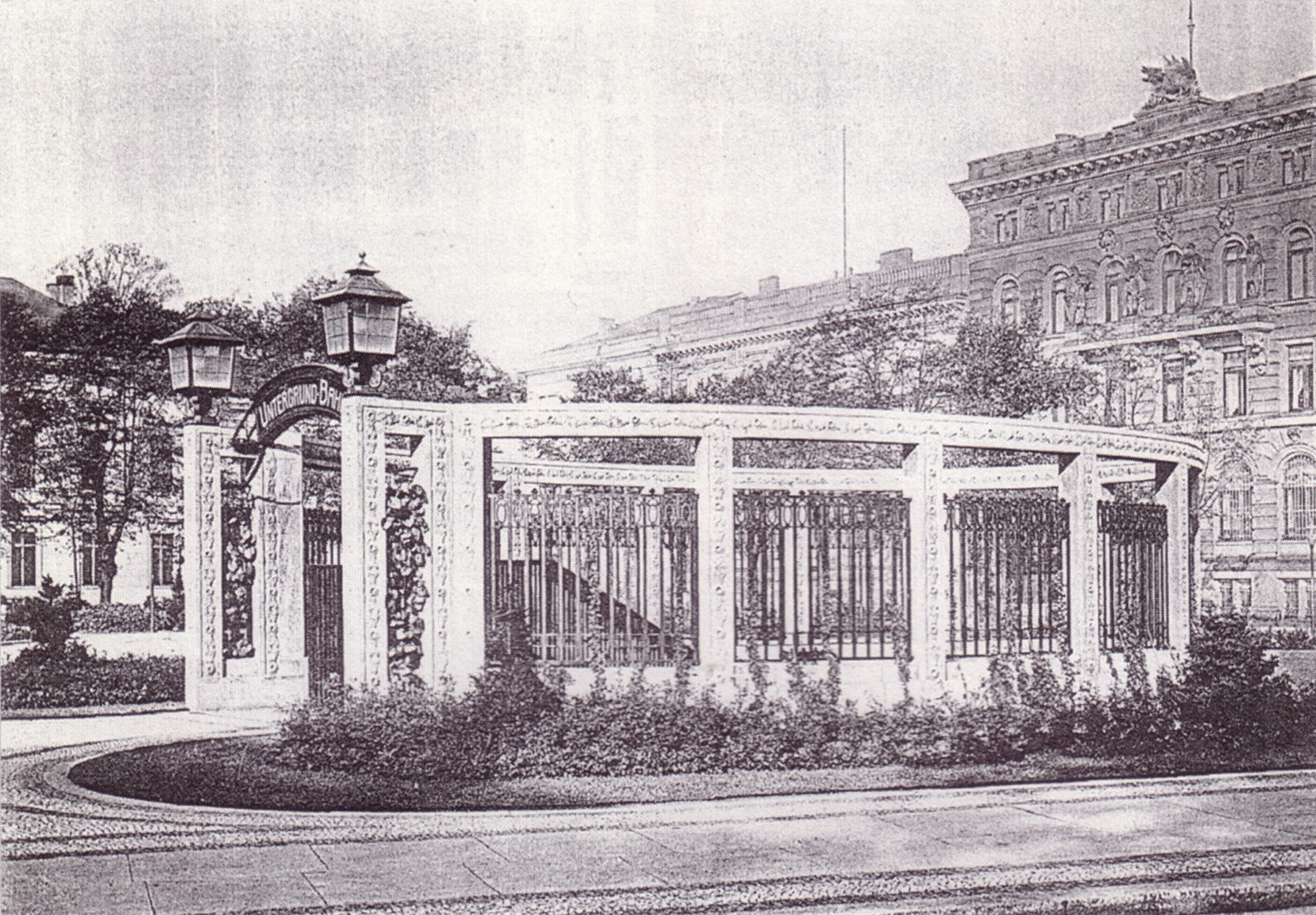
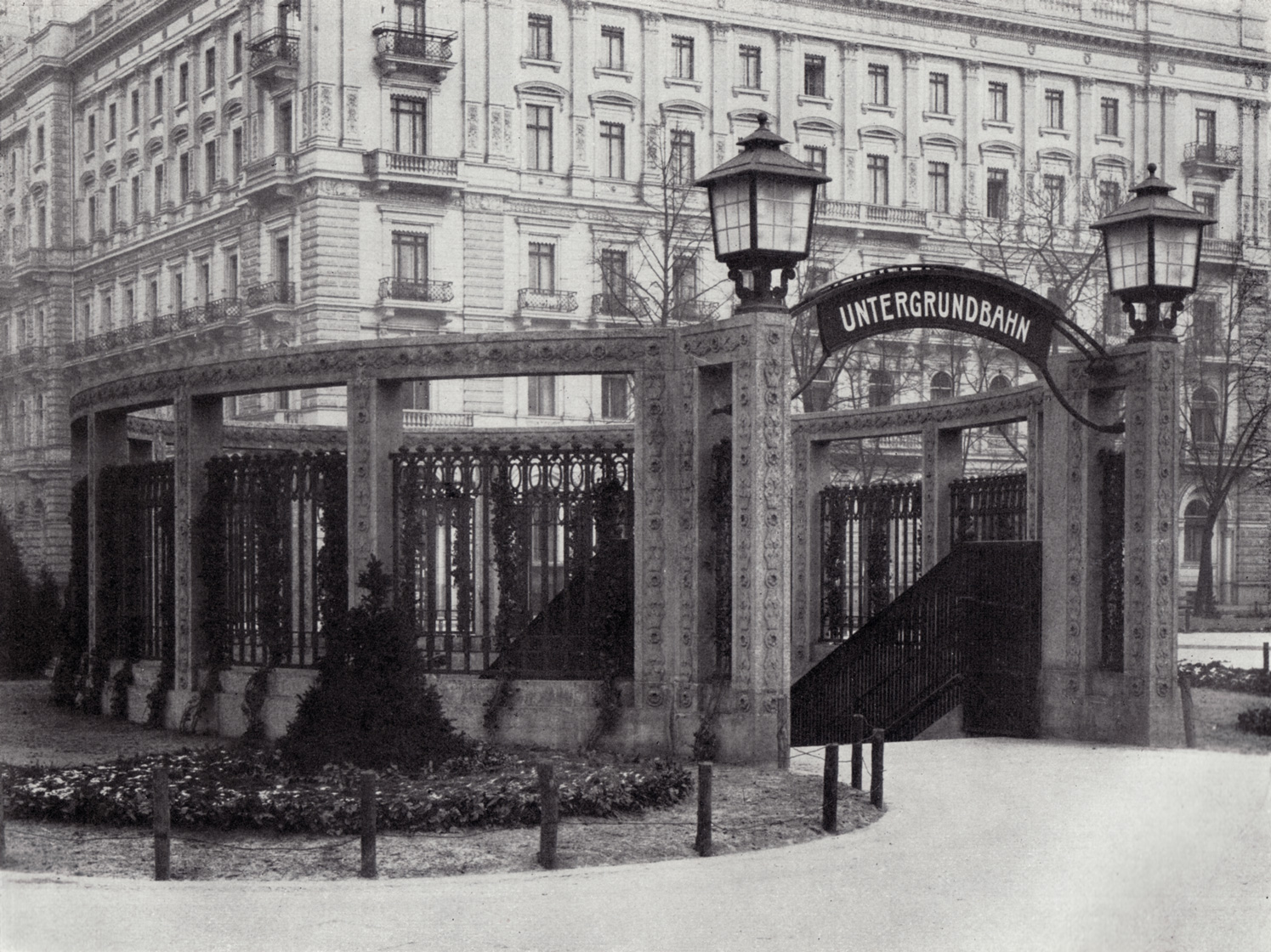

## Källa
1. ↑  hämtat från: franskspråkiga Wikipedia.[källa från Wikidata]